# 쉬자양
쉬자양(중국어: 许嘉阳, 병음: Xu Jiayang, 한자음: 허가양, 1999년 11월 22일 ~ )은 중화인민공화국의 바둑 기사이다. 허베이성 친황다오시 출신으로 중국기원 소속의 8단이다. 중국 TV 바둑 속기전 준우승과 바이링배 8강에 진출했다.

## 경력
5살 때 친황다오시의 바둑 학원에서 바둑을 배웠고, 9살 때부터 베이징의 바둑 도장에서 공부했다. 2012년 황하배 아마추어 바둑 선수권 대회에서 준우승을 차지했고 바이링배전 여류 아마추어 대항전에 출전했다. 같은해 프로 바둑에 입단했다. 2013년 2단으로 승단했고 전국 개인전 을조에서 우승했다. 2014년 3단으로 승단했고, 세계청소년바둑선수권대회 청년부에서 우승했고, 이광배에서 8강에 진출했고 삼성화재배 월드 바둑마스터스에 출전했다. 2015년 명인전 8강에 올랐고 2016년 4단을 거쳐 5단으로 승단했고 바이링배에서 8강에 진출했다.
2017년 6단으로 승단하고 명인전에서 4강에 올랐고, 이민배 세계바둑신예최강전에서 커제에 패배하여 준우승을 했다. 2018년에 7단으로 승단했고, 글로비스배에서 우승을 차지했다. 2019년 중국 TV 바둑 속기전에서 준우승을 했고, 8단으로 승단했다.